# Jihlava (stacja kolejowa)
Jihlavaⓘ – stacja kolejowa w miejscowości Igława, w kraju Wysoczyna, w Czechach. Znajduje się na linii 225 Havlíčkův Brod – Veselí nad Lužnicí, na wysokości 500 m n.p.m.. Jest ważnym węzłem kolejowym.

## Linie kolejowe
- 225: Havlíčkův Brod – Veselí nad Lužnicí
- 240: Brno – Jihlava